# Mineraluld
Mineraluld benyttes til isolering mod kulde og varme i bygninger og installationer.
Betegnelsen mineraluld er en fællesbetegnelse for isoleringsmaterialer af glas- og stenuld. 
Begge produkter har fællestræk i deres fremstilling, hvor glas hhv. sten bringes til smeltning ved 1400 °C. 
Den smeltede masse slynges ud gennem små huller og afkøles så de stivner. De tynde tråde bearbejdes og formes til isoleringsplader og andre isoleringsprodukter. 
Støv fra mineraluld kan være irriterende på hud, øjne, luftveje og slimhinder.